# Paritaprévir
 (août 2023).
Le paritaprévir (ABT-450) est une molécule à type d'inhibiteur de protéase, de troisième génération, ciblant la NS3/4A ("non-structural 3/4A") du virus de l'hépatite C de génotype 1a, 1b et 4. Cet antiviral est administré en combinaison avec le ritonavir, qui potentialise son efficacité. Il a reçu une approbation en 2014 pour être utilisé en association avec l'inhibiteur NS5A ombitasvir (OBV) et l'inhibiteur non nucléosidique de la polymérase NS5B dasabuvir (DSV), avec ou sans ribavirine. Il est vendu, en association, sous les noms commerciaux de "Technivie" et "Viekirax".

## Mode d'action
Le paritaprévir inhibe la protéase NS3/4A du virus de l'hépatite C (VHC), une enzyme cruciale pour le clivage protéolytique de la polyprotéine codée par le VHC et pour la réplication virale,. Il est utilisé en combinaison avec le ritonavir qui n'est pas actif contre le VHC. Il s'agit d'un puissant inhibiteur du CYP3A qui augmente les concentrations plasmatiques maximales et minimales du paritaprévir et l'exposition globale au médicament.

## Indications thérapeutiques
En association avec l'ombitasvir, le dasabuvir et la ribavirine, en une cure de douze semaines, il entraîne une très bonne réponse (négativation de la virémie) chez les patients ayant une hépatite C de type 1, non compliquée, que cela soit en primo intention ou après échec d'un traitement par peginterferon–ribavirine. Des résultats identiques sont retrouvés chez les patients ayant une cirrhose post-hépatitique. L'utilité du rajout de la ribavirine est essentiellement en cas d'hépatite C de type 1a
.

## Pharmacocinétique
Le paritaprévir présente une biodisponibilité absolue de 53 % lorsqu'il est administré avec du ritonavir sous forme de comprimé. Les concentrations plasmatiques maximales sont atteintes en moyenne 4 à 5 heures après l'administration orale, et l'état d'équilibre est atteint en environ 12 jours,. L'exposition au paritaprévir et au ritonavir augmente lorsqu'il est administré avec un repas modérément ou fortement gras, par rapport à l'état à jeun,,. Le paritaprévir est métabolisé principalement par le cytochrome CYP3A4 (et dans une moindre mesure par le CYP3A5),. Sa demi-vie plasmatique moyenne est de 5,5 heures,. La posologie de la combinaison ombitasvir/paritaprévir/ritonavir ne nécessite pas d'ajustement chez les patients présentant une insuffisance rénale, chez les personnes âgées, ni en fonction du sexe, du poids corporel, ou de l'ethnicité,,.

## Interactions médcamenteuses
Le paritaprévir étant métabolisé par le cytochrome CYP3A4, l'administration concomitante avec des médicaments qui sont des substrats du CYP3A peut entraîner une augmentation des concentrations plasmatiques de ces médicaments. De plus, l'administration concomitante avec des inhibiteurs du CYP3A peut augmenter les concentrations de paritaprévir et de ritonavir.

## Effets secondaires
Les effets indésirables les plus fréquents sont les nausées et les vomissements, un risque de diarrhée, l'apparition de prurits, une asthénie et des insomnies. On observe également fréquemment une anémie.

## Contre-indications et précaution

### Insuffisance hépatique
Dans l'Union Européenne, la combinaison ombitasvir/paritaprévir/ritonavir n'est pas recommandé chez les patients présentant une insuffisance hépatique, et est contre-indiquée aux États-Unis. De plus, cette combinaison est strictement contre-indiqué chez les patients souffrant d'insuffisance hépatique sévère tant dans l'Union européenne qu'aux États-Unis,.

### Risque de résistance aux médicaments inhibiteurs de la protéase du VIH-1 chez les patients co-infectés par le VHC et le VIH-1
Le ritonavir, souvent administré en association avec le paritaprévir, agit également en tant qu'inhibiteur de la protéase du VIH-1 et peut donc induire des mutations génétiques associées à la résistance à cet inhibiteur. Il est donc crucial que les patients co-infectés par le virus de l'hépatite C (VHC) et le VIH-1 reçoivent également un traitement antirétroviral suppressif. Cette approche thérapeutique vise à diminuer le risque de développement de résistance aux inhibiteurs de la protéase du VIH-1.

### Grossesse et population pédiatrique
Dans les études pré-cliniques, aucune tératogénicité n'a été observée chez la souris. Cependant, aucune étude clinique contrôlée n'a été faite chez les femmes enceintes ou les enfants. Seule une analyse particulière par le médecin permettra d'établir le bénéfice pour ces patients.